# ОКК Београд
ОКК Београд је српски кошаркашки клуб из Београда и део је ОСД Београд. Четири пута је освајао национално првенство и три пута национални куп, а три пута је био полуфиналиста Купа европских шампиона.

## Историја
Прича о кошаркашком клубу Београд започиње баш у том послератном периоду, те давне 1945. године, када се на иницијативу Синдиката металских радника Југославије, чувених „клонфера“, оснива спортско друштво „Металац“. Исте године оснивају се и спортска друштва Партизан и Црвена звезда. У оквиру спортског друштва „ Металац“ оснивају се фудбалски и кошаркашки клуб, са истоименим називом.
1950. године на предлог тадашњег чувеног београдског новинара Владимира Дедијера, комплетно спортско друштво мења назив у БСК (Београдски Спортски Клуб).1954. из јуниорског састава првом тиму се прикључују два нова имена, која ће у годинама које долазе добро запамтити како југословенска, тако и европска и светска спортска јавност-Радивоје Кораћ и Слободан Гордић, који ће са онима који су већ били у „плавој средини“ (Еркић, Богомир Рајковић,...) и онима који ће доћи (Сија Николић, Трајко Рајковић...) створити шампионски тим, чије ће име одзвањати европским престоницама. Повратком из Српске лиге у Првенство Југославије, и освајањем трећег места у коначном пласману екипа, 1958. године клуб мења назив у ОКК Београд, који задржава до данашњих дана.

### Златне године
Те 1958. године играјући у Првенству Југославије, ОКК Београд држи јавни час свим тада великим кошаркашким клубовима на просторима бивше СФРЈ. Пред Кораћем и друговима на колена падају Олимпија (105-67), Црвена звезда (67-65), Партизан (104-89), Задар (111-84)... Поход кроз домаће такмичење завршава се најлепши могући начин: у витрине „плавог клуба“ стиже први пехар шампиона државе... Свим учесницима домаћег такмичења те 1958. године бива јасно да се у југословенској кошарци појавила нова клупска величина, на коју ће у будућности морати озбиљно да се рачуна...
И на међународној сцени учинак плаво-белих у сезони 1958/59 бива изузето запажен. У Купу Европе ОКК Београд на путу до полуфинала елиминише Атински АЕК, и првака Француске, Цхарлевилле из Мезиерес-а, да би у полуфиналу, слабијом кош разликом у мечу на гостујућем терену, био елиминисан од стране Софијског Академика (Београд: 79-69; Софија: 94-77).
У периоду од 1959-1962. године ОКК Београд бележи велике успехе. После слабог пласмана у домаћем шампионату 1959. године, у сезони 1960. ОКК се враћа на трон, силније и убедљивије савладавши своје противнике него у првој шампионској сезони, и по други пут осваја титулу првака државе.
1962. године у ОКК Београду долази до промене на позицији тренера. Дотадашњи тренер Бора Станковић, због обавеза у међународној кошаркашкој организацији, предаје „диригентску палицу“ професору Аци Николићу. Вођен професором Николићем ОКК Београд завршава као вицешампион, изгубивши у финалу од Љубљанске Олимпије. И поред ове чињенице у витрине београдског клуба 1962. године, после победе над Партизаном 103-82, долази нови трофеј-победник Купа Југославије.
Године 1963. и 1964. остаће забележене као најсјајније у историји ОКК Београда.
1963. године Кораћ, Еркић, Гордић, М. Николић, Т. Рајковић, Павелић, Тошић, Љ. Станковић, Пазмањ, Косовић, Ивацковић и Гајин „прошетали“ су се првом лигом побеђујући своје противнике са просечном разликом од 25 поена, са скором од 15 победа и само три пораза. У финалном мечу падају и "црно-бели“ и екипа из „Жућкове авлије“ бива богатија за још једну титулу државног првака.
1964. године Бора Станковић се поново враћа на клупу „плавих“, у тежњи да одбрани шампионску титулу из претходне сезоне. Кораћ и другари и у овој сезони, баш као и у претходној, односе победе, како на домаћем тако и на гостујућим теренима, у целој Југославији. После мечева са „плавима“ погнуте главе одлазе играчи Звезде, Партизана, Задра, Слована, Сплита, Олимпије, Локомотиве, Радничког. Епилог исти: 15 победа и три пораза, и наравно још једна титула првака Југославије за дружину из Челареве.
После „златних година“ ОКК Београда (период 1957-1965. године) долази до разлаза шампионске екипе. Кораћ и Гордић одлазе у Белгију, Николић у Турску, итд. „Трофејни пост“ ОКК Београда траје све до 1993. године када под вођством Рајка Жижића клуб из Челареве по трећи пут у својој историји постаје освајач националног Купа.

## Успеси
| Такмичење                 | Такмичење                | Број                     | Година                     |                          |                          |
| Национално првенство — 4  | Национално првенство — 4 | Национално првенство — 4 | Национално првенство — 4   | Национално првенство — 4 | Национално првенство — 4 |
| ------------------------- | ------------------------ | ------------------------ | -------------------------- | ------------------------ | ------------------------ |
| Првенство СФР Југославије | Првак                    | 4                        | 1958, 1960, 1963, 1964.    |                          |                          |
| Првенство СФР Југославије | Други                    | 1                        | 1962.                      |                          |                          |
| Национални куп — 3        |                          |                          |                            |                          |                          |
| Куп СФР Југославије       | Победник                 | 2                        | 1960, 1962.                |                          |                          |
| Куп СФР Југославије       | Финалиста                | 1                        | 1959.                      |                          |                          |
| Куп СР Југославије        | Победник                 | 1                        | 1992/93.                   |                          |                          |
| Куп СР Југославије        | Финалиста                | 0                        | /                          |                          |                          |
| Национални суперкуп       |                          |                          |                            |                          |                          |
| Суперкуп СР Југославије   | Победник                 | 0                        | /                          |                          |                          |
| Суперкуп СР Југославије   | Финалиста                | 1                        | 1993.                      |                          |                          |
| Континентална такмичења   |                          |                          |                            |                          |                          |
| Куп европских шампиона    | Победник                 | 0                        | /                          |                          |                          |
| Куп европских шампиона    | Финалиста                | 0                        | /                          |                          |                          |
| Куп европских шампиона    | Полуфинале               | 3                        | 1958/59, 1963/64, 1964/65. |                          |                          |
| ФИБА Куп Радивоја Кораћа  | Победник                 | 0                        | /                          |                          |                          |
| ФИБА Куп Радивоја Кораћа  | Финалиста                | 1                        | 1972.                      |                          |                          |

## Учинак у претходним сезонама
| Сез.     | Првенство Србије — КЛС | Првенство Србије — Суперлига | Куп Србије   | Регионално такмичење              |
| -------- | ---------------------- | ---------------------------- | ------------ | --------------------------------- |
| 2009/10. | 4. место               | —                            | Четвртфинале | Балканска лига — Четвртфинале     |
| 2010/11. | 2. место               | 7. место                     | Четвртфинале | Балканска лига — Четвртфинале     |
| 2011/12. | 5. место               | —                            | —            | Балканска лига — 5. место Група А |
| 2012/13. | 9. место               | —                            | —            | Балканска лига — 10. место        |
| 2013/14. | 6. место               | —                            | Четвртфинале | —                                 |
| 2014/15. | 6. место               | —                            | —            | —                                 |
| 2015/16. | 12. место              | —                            | —            | —                                 |
| 2016/17. | 11. место              | —                            | —            | —                                 |
| 2017/18. | 12. место              | —                            | —            | —                                 |
| 2018/19. | 4. место               | 5. место групе А             | —            | —                                 |
| 2019/20. | 13. место              | —                            | —            | —                                 |
| 2020/21. | 10. место              | —                            | —            | —                                 |
| 2021/22. | 13. место              | —                            | —            | —                                 |
| 2022/23. | 5. место               | 2. место групе А             | —            | —                                 |
| 2023/24. | 11. место              | —                            | —            | —                                 |

## Познатији играчи
| - Немања Безбрадица - Андреј Магдевски - Андрија Бојић - Милош Борисов - Душан Гајин - Александар Глинтић - Слободан Гордић - Лука Дрча - Милорад Еркић - Владе Ђуровић - Рајко Жижић - Милорад Ивачковић - Зоран Јовановић - Бранко Косовић - Блаж Котарац - Марко Кешељ - Славиша Копривица - Радивој Кораћ - Владимир Кузмановић | - Урош Лучић - Иван Маринковић - Владимир Мицов - Ненад Мишановић - Алексеј Нешовић - Александар Николић - Миодраг Николић - Никола Оташевић - Бруно Павелић - Момчило Пазмањ - Зоран Радовић - Богомир Рајковић - Трајко Рајковић - Љубомир Станковић - Жарко Кнежевић - Блажо Стојановић - Богдан Тањевић - Милан Тошић - Филип Шепа - Ненад Шуловић |

## Познатији тренери
- Владе Ђуровић
- Рајко Жижић
- Игор Кокошков
- Александар Николић
- Лука Павићевић
- Борислав Станковић
- Марко Ичелић
- Дејан Мијатовић